# Saint-Germain-de-Kamouraska
Pour les articles homonymes, voir Saint-Germain.
Saint-Germain-de-Kamouraska, avant décembre 2021, Saint-Germain, est une municipalité canadienne d'environ 300 habitants située dans l'Est du Québec dans la municipalité régionale de comté de Kamouraska au Bas-Saint-Laurent sur la rive sud du fleuve Saint-Laurent.

## Toponymie

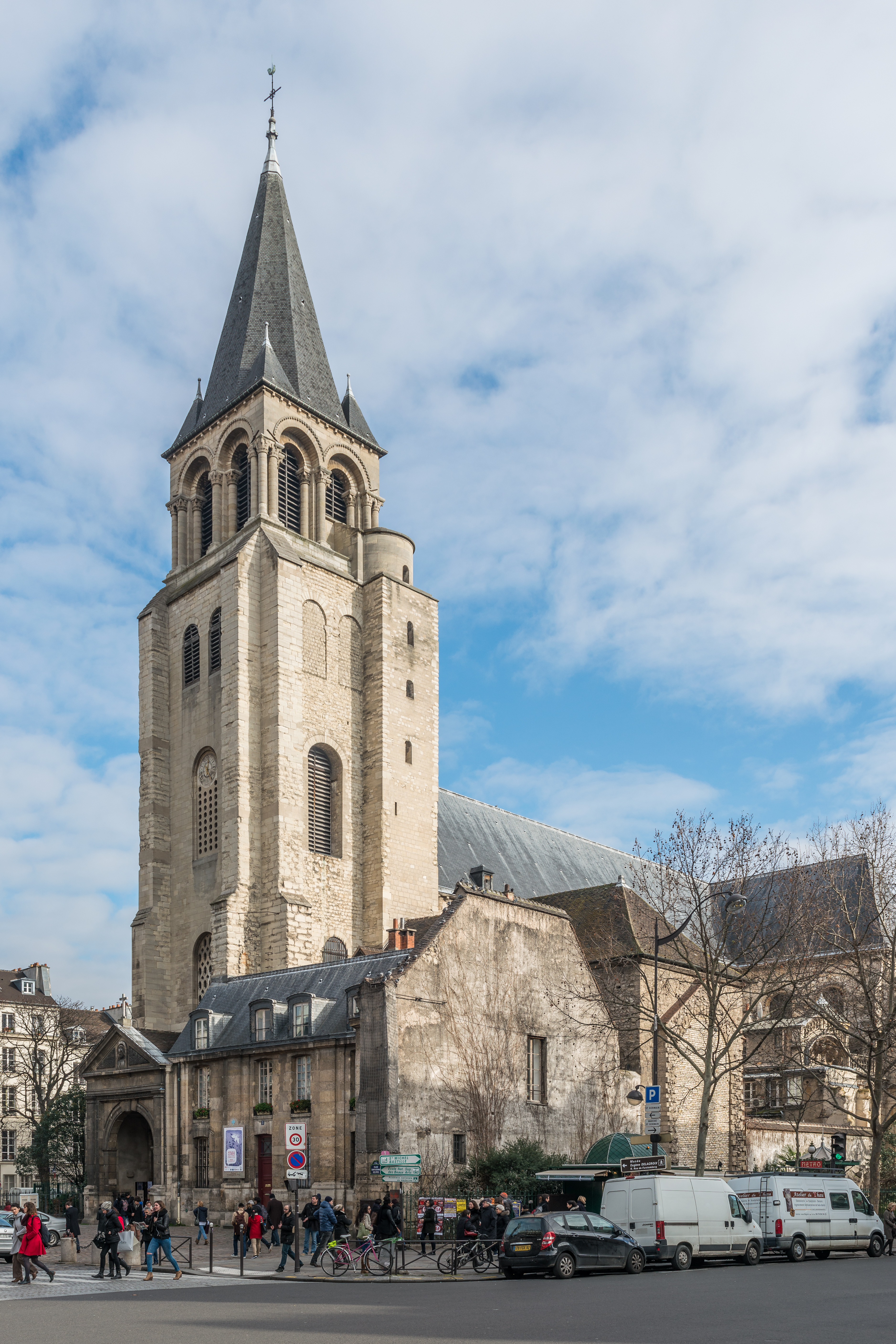
L'abbaye de Saint-Germain-des-Prés à Paris en France

La municipalité porte le nom de Saint-Germain depuis sa création. Cependant, elle est souvent appelée « Saint-Germain-de-Kamouraska » dans l'usage, car c'était aussi le nom du bureau de poste ouvert en 1886. Ce toponyme vient de l'église de Saint-Germain-des-Prés où le premier évêque de Québec, François de Montmorency-Laval, a été consacré. Ce nom aurait été choisi par le cardinal Louis-Nazaire Bégin.
Les gentilés sont nommés Germainiens et Germainiennes.

## Histoire
La paroisse est fondée en 1882 par détachement des paroisses de Kamouraska, de Saint-André, de Sainte-Hélène et de Saint-Pascal. Le bureau de poste est ouvert en 1886 sous le nom de Saint-Germain-de-Kamouraska. La paroisse est érigée canoniquement en 1893. En juin de la même année, la municipalité de paroisse est créée officiellement en reprenant le nom de la paroisse.
L'église est construite en 1883 selon les plans de David Ouellet.
Le 18 décembre 2021 la municipalité de la paroisse de Saint-Germain change son nom et son statut pour la municipalité de Saint-Germain-de-Kamouraska.

## Géographie
Saint-Germain-de-Kamouraska est située sur le versant sud du fleuve Saint-Laurent à 175 km au nord-est de Québec et à 520 km au sud-ouest de Gaspé. Les villes importantes près de Saint-Germain-de-Kamouraska sont Saint-Pascal à 10 km au sud, La Pocatière à 35 km au sud-ouest et Rivière-du-Loup à 40 km au nord-est. Saint-Germain-de-Kamouraska est situé sur la route 132 entre Kamouraska au sud-ouest et Saint-André-de-Kamouraska au nord-est. Le territoire de Saint-Germain-de-Kamouraska couvre une superficie de 26,70 km2.
La municipalité de Saint-Germain-de-Kamouraska fait partie de la municipalité régionale de comté de Kamouraska dans la région administrative du Bas-Saint-Laurent.

## Démographie
| 1996 | 2001 | 2006 | 2011 | 2016 | 2021 |
| ---- | ---- | ---- | ---- | ---- | ---- |
| 300  | 303  | 301  | 280  | 286  | 294  |

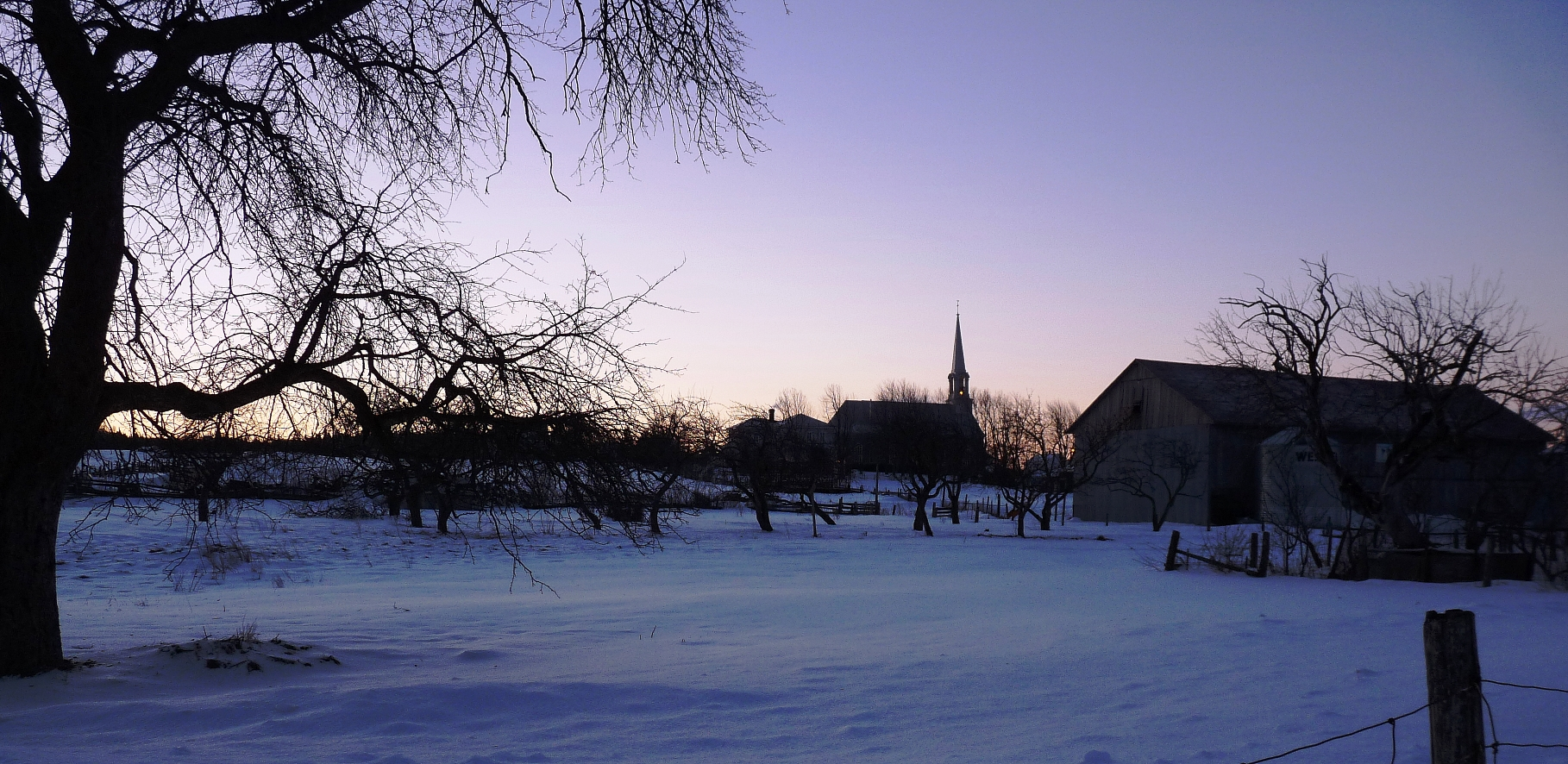
Vue de l'église de Saint-Germain-de-Kamouraska à l'aube

Selon Statistiques Canada, la population de Saint-Germain-de-Kamouraska était de 301 habitants en 2006. La population est plutôt stable au cours des dernières années avec une variation de seulement 0,7 % en cinq ans. En effet, en 2001, la population était 303 habitants. L'âge médian de la population de Saint-Germain-de-Kamouraska est de 45 ans.
Le nombre total de logements privés dans le village est de 142. Cependant, seulement 123 de ces logements sont occupés par des résidents permanents. La majorité des logements de Saint-Germain-de-Kamouraska sont des maisons individuelles.
3 % de la population de Saint-Germain-de-Kamouraska est issue de l'immigration. Toute la population a le français comme langue maternelle. 28 % de la population maitrise les deux langues officielles du Canada. Statistiques Canada ne recense aucun autochtone à Saint-Germain-de-Kamouraska.

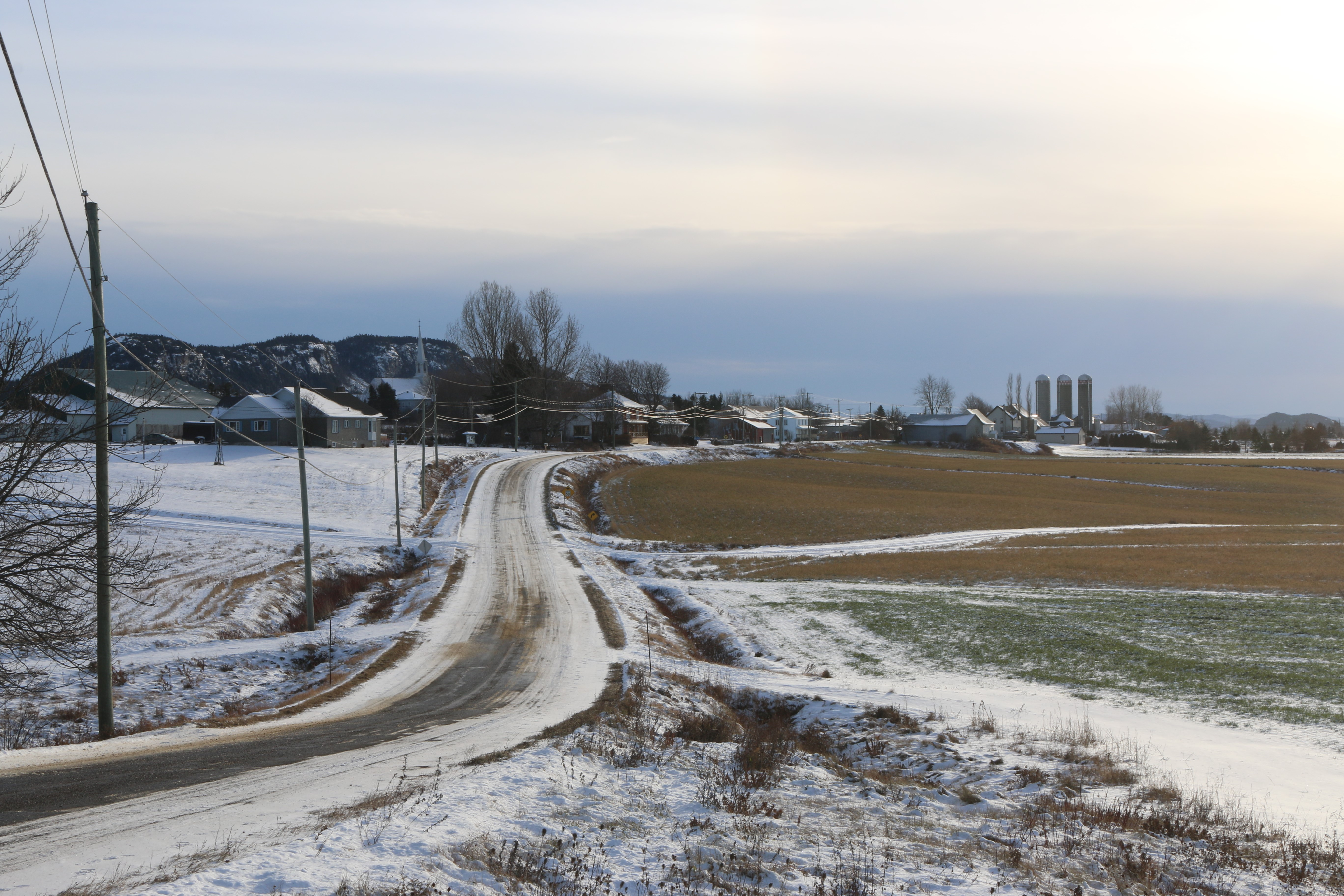
Vue de Saint-Germain-de-Kamouraska depuis le rang du Mississippi, décembre 2024

Le taux de chômage dans la municipalité était de 10,7 % en 2006. Le revenu médian des Germainiens est de 23 727 $.
34 % de la population de 15 ans et plus de Saint-Germain-de-Kamouraska n'a aucun diplôme d'éducation. 32 % de cette population n'a que le diplôme d'études secondaires ou professionnelles. 21 % de cette population possède un diplôme de niveau universitaire. Tous les diplômes postsecondaires de Saint-Germain-de-Kamouraska ont effectué leurs études à l'intérieur du Canada. Le principal domaine d'études des Germainiens sont les sciences humaines.

## Économie
L'économie de Saint-Germain-de-Kamouraska tourne principalement autour de l'agriculture.

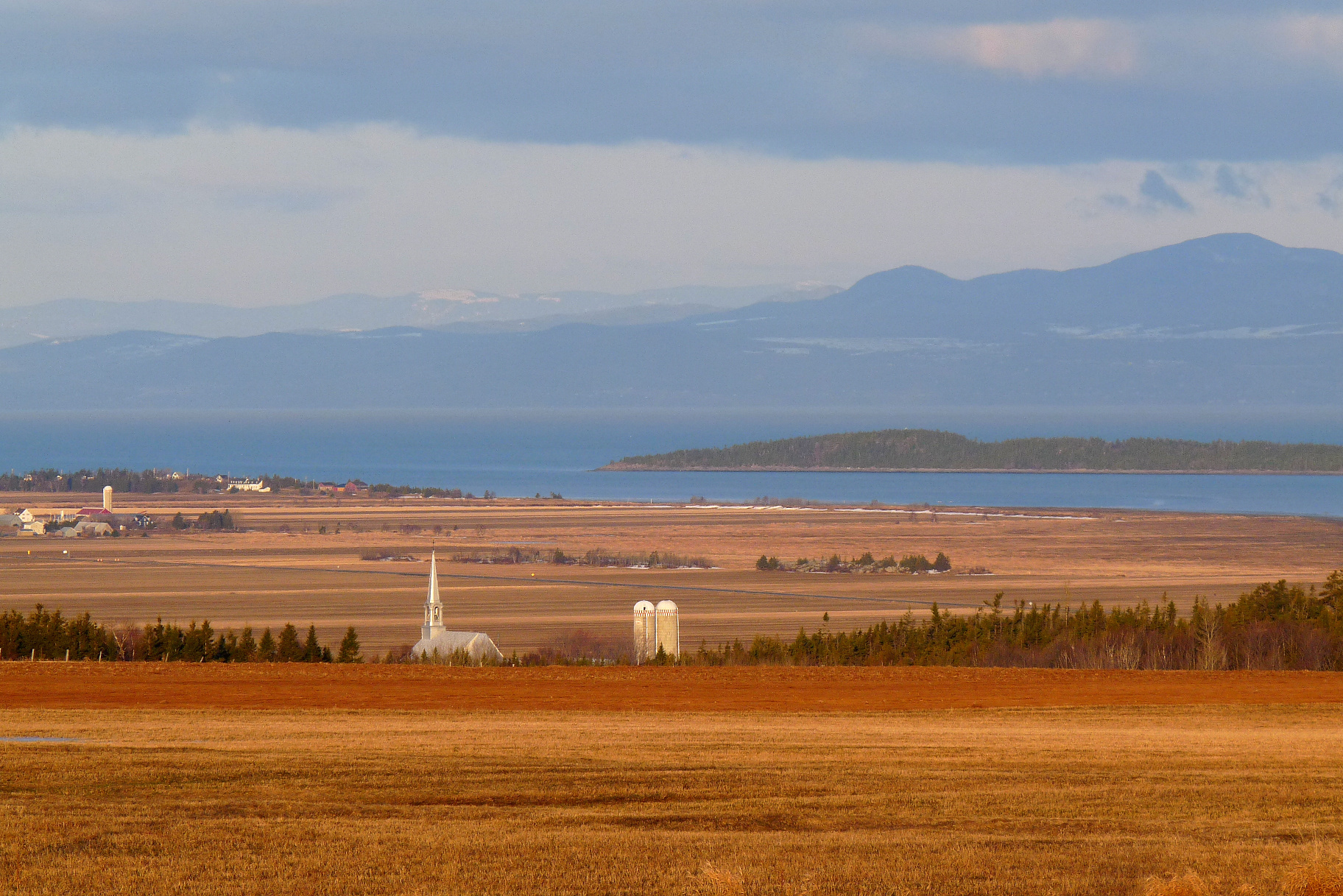
Saint-Germain-de-Kamouraska à l'aube, en 2008.

## Culture
De 2012 à 2015, au coin de la rue principale et du rang Mississipi se retrouvaient le Mini-musée et le Frigidaire littéraire. Ces deux installations érigées spontanément mettaient en valeur des expositions artistiques et le réfrigérateur servait de librairie libre-service.

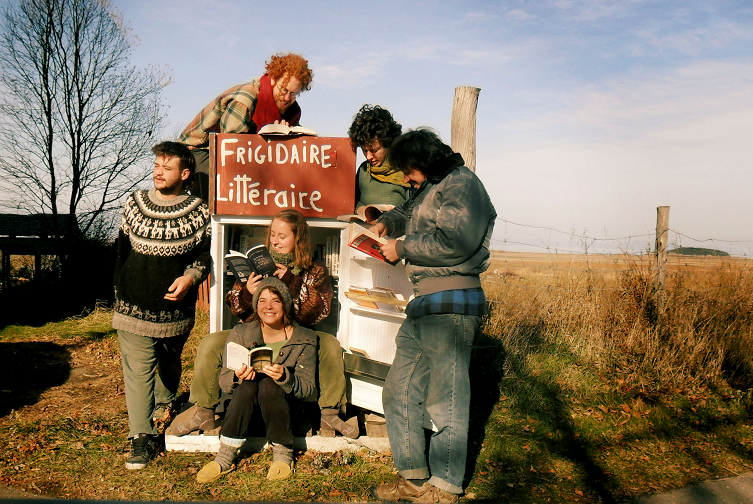
Frigidaire littéraire de St-Germain. Novembre 2012
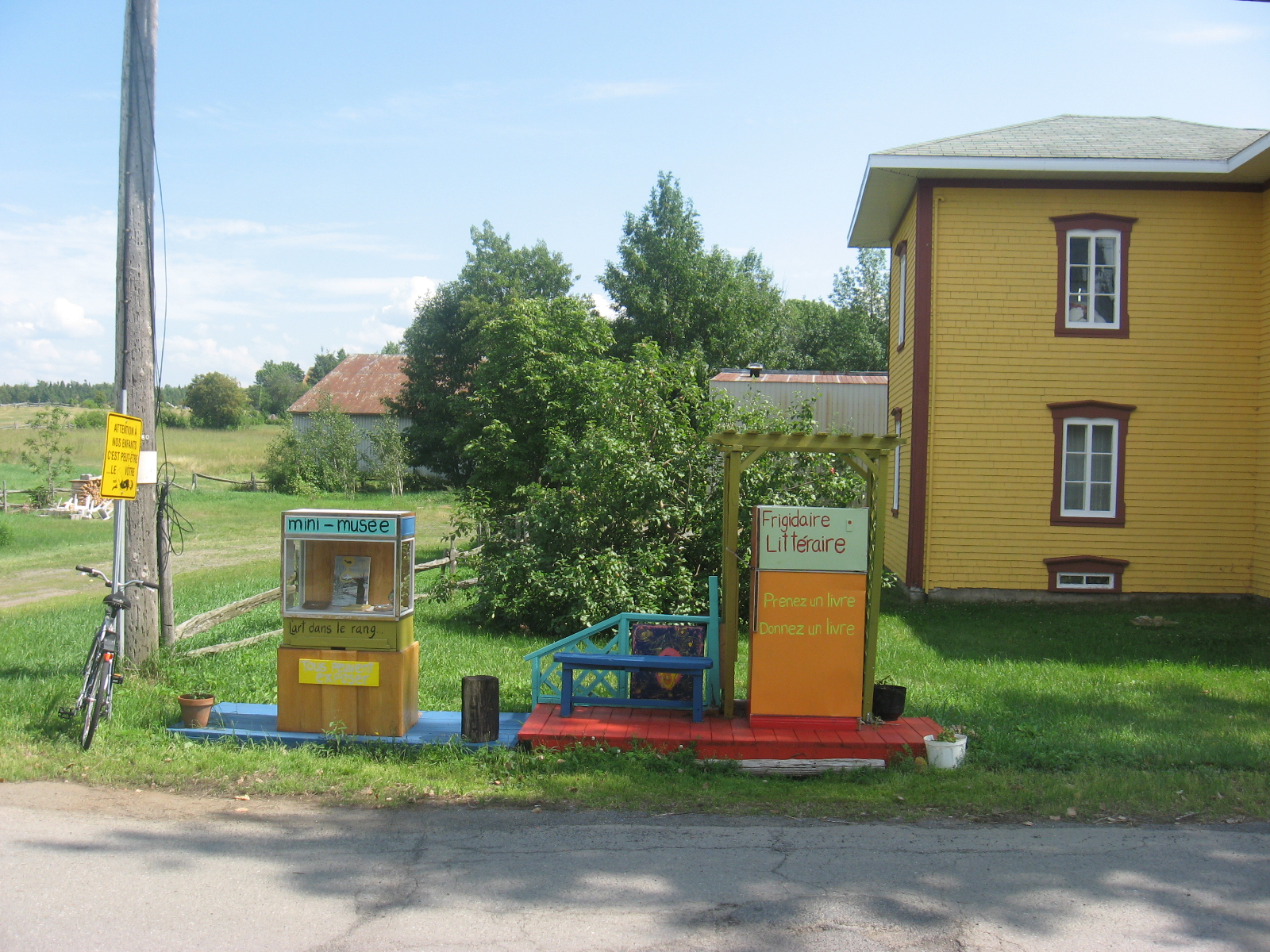
Frigidaire littéraire et Mini-Musée à St-Germain-de-Kamouraska. Juillet 2014
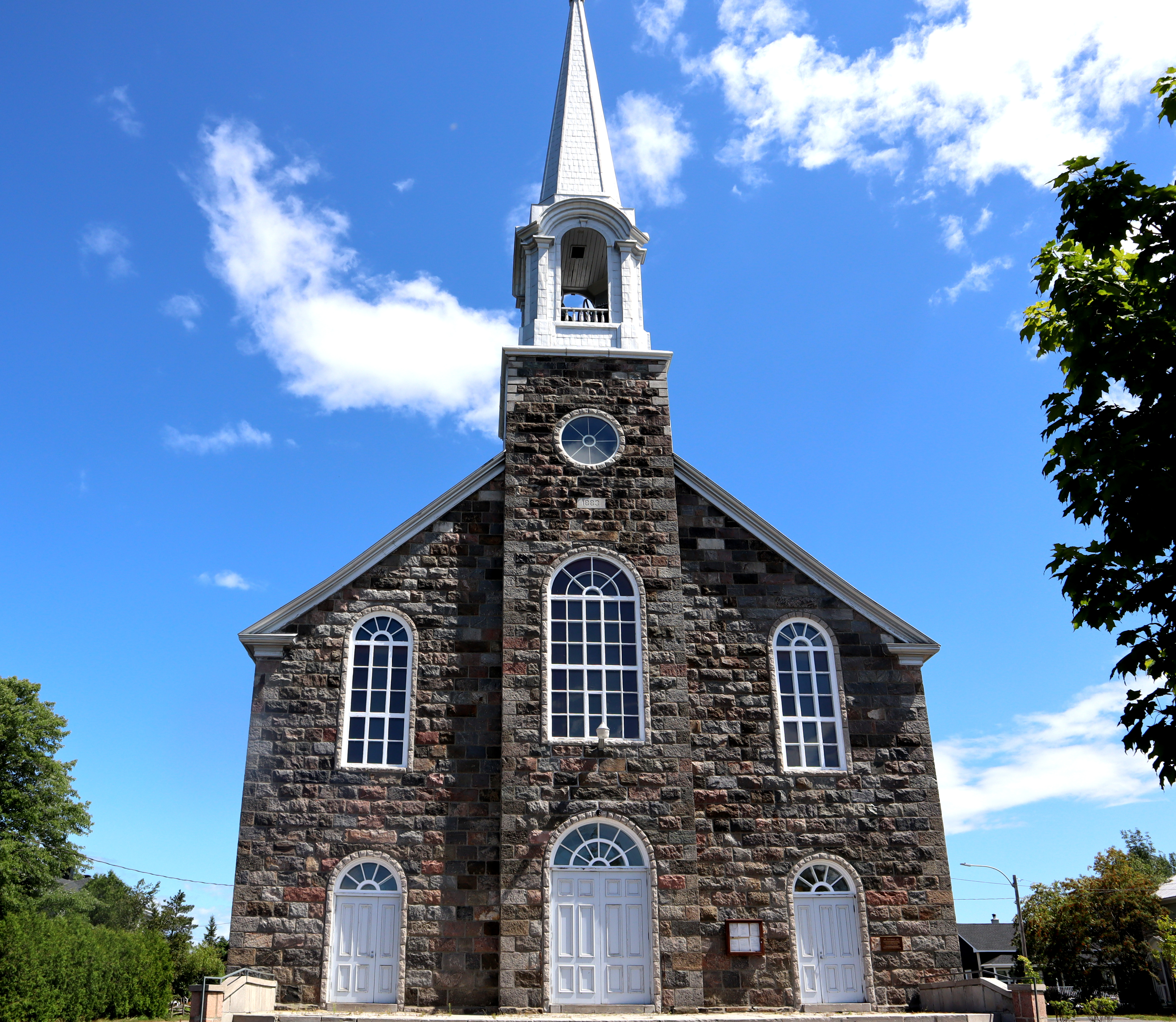
Église Saint-Germain

## Administration municipale
Le conseil municipal est composé d'un maire et de six conseillers qui sont élus en bloc à tous les quatre ans sans division territoriale.
| Mandat      | Fonction    | Nom               |
| ----------- | ----------- | ----------------- |
| 2013 - 2017 | Maire       | Daniel Laplante   |
| 2013 - 2017 | Conseillers |                   |
| 2013 - 2017 | #1          | Denis Chapleau    |
| 2013 - 2017 | #2          | Roger Moreau      |
| 2013 - 2017 | #3          | Christian Bégin   |
| 2013 - 2017 | #4          | Francine Rodrigue |
| 2013 - 2017 | #5          | Monique Potvin    |
| 2013 - 2017 | #6          | Marco Dionne      |

| Saint-Germain-de-Kamouraska Maires depuis 2001                                                                       |                 |         |          |
| Élection | Maire           | Qualité | Résultat |
| 2001 | Bernard Roy     |         | Voir     |
| 2005 | Bernard Roy     | Voir    |          |
| 2009 | Daniel Laplante |         | Voir     |
| 2013 | Daniel Laplante | Voir    |          |
| 2017 | Daniel Laplante | Voir    |          |
| 2021 | Roger Moreau    |         | Voir     |
| Élection partielle en italique Depuis 2005, les élections sont simultanées dans toutes les municipalités québécoises |                 |         |          |

De plus, Hélène B.-Bernier est la directrice-générale et la secrétaire-trésorière de la municipalité.